# Clube de Futebol União
El Clube de Futebol União, conocido también como União da Madeira, es un equipo de fútbol de Portugal que no compite en ninguna categoría tras ser expulsado del Campeonato de Portugal, la 4 división del país.

## Historia
Fue fundado el 1 de noviembre de 1913 en la ciudad de Funchal, en Madeira con el nombre União FC por César Silva, João Fernandes Rosa, Alexandre Vasconcelos, José Anastacio do Nascimento y José Fernandes.
Es uno de los equipos más viejos de Portugal y cuenta con secciones en otros deportes como baloncesto, esgrima, balonmano, patinaje, rugby y voleibol. Es uno de los equipos fundadores de la Asociación de Fútbol de Madeira, de quien es todavía miembro.
Han jugado en la Primeira Liga en más de 5 temporadas hasta el momento, la última había sido la de 1994/95 hasta que retornó a la máxima categoría para la temporada 2015/16 pero lamentablemente descendió de categoría en la última Jornada tras perder un partido y su rival el Tondela lo ganó, El Tondela finalizó la temporada con 31 puntos y el Uniao Madeira finalizó la temporada con un descenso no merecido con 30 Puntos. 
Actualmente juega en la 4 categoría del país.

## Equipo 2017/18

#### Altas y bajas 2017–18 (verano)
| Altas              | Altas          | Altas               | Altas           | Altas        |
| Jugador            | Posición       | Procedencia         | Tipo            | Costo        |
| ------------------ | -------------- | ------------------- | --------------- | ------------ |
| Geoffrey Malfleury | Delantero      | Agente libre        | Libre.          | --           |
| Petar Orlandić     | Delantero      | Agente libre        | Libre.          | --           |
| Betinho            | Delantero      | Belenenses          | Cesión.         | --           |
| Hidélvis Jardim    | Defensa        | Mindelense          | Traspaso.       | No revelado. |
| Alassane Sylla     | Defensa        | Diambars            | Traspaso.       | No revelado. |
| Nestor Pamipi      | Centrocampista | Diambars            | Traspaso.       | No revelado. |
| Evinho Moraes      | Delantero      | Club Blooming       | Traspaso.       | No revelado. |
| Betinho            | Delantero      | Belenenses          | Cesión.         | --           |
| Bosson Romaric     | Defensa        | Desportivo das Aves | Traspaso libre. | --           |

| Bajas          | Bajas          | Bajas         | Bajas                  | Bajas        |
| Jugador        | Posición       | Destino       | Tipo                   | Costo        |
| -------------- | -------------- | ------------- | ---------------------- | ------------ |
| Petar Orlandic | Delantero      | Agente libre  | Rescisión de contrato. | --           |
| Max Burges     | Centrocampista | Agente libre  | Rescisión de contrato. | --           |
| Tiago Ferreira | Defensa        | Universitatea | Traspaso.              | No revelado. |
| João Caminata  | Centrocampista | Cinfães       | Cesión.                | --           |
| Cédric Amissi  | Delantero      | Al-Taawoun    | Traspaso.              | No revelado. |

## Entrenadores
| - Junior Izaguirre (1927–28) - Niculau Rodríguez (1940–41) - Medina (1950–51) - Ruperto García (1958–59) - Serafin Reyes (1961–62) - Lourenço (1973–74) - Antonio Recio (1974–75) - Luis Carlos Do Rosário (1977–79) - Fernando Casaca (1980–82) - Miguel Diogo (1982–83) - Alexander Horváth (1984–85) - Mário Morais (1985) - Mourinho Félix (1985–86) - Carlos Cardoso (1986–87) - Vítor Urbano (1997–98) - Jorge Jesus (1998) - Fernando Festas (1998–99) - Rui Mâncio (1999) - Juan Cuesta (1999) - Manuel Balela (1999–00) - Vítor Urbano (2000–01) - Manuel Balela (2001–02) - Horácio Gonçalves (2002–03) | - Vitor Manuel (2003–04) - Bruno Cardoso (2004) - Ernesto Paulo (2004–06) - José Rachão (2006) - Bruno Cardoso (2006–07) - Zlatco Petricevic (2007–08) - Daniel Quintal (2009–10) - Daniel Ramos (2010–11) - João Abel (2011) - Predrag Jokanović (2011–13) - José Barros (2013-2014) Luís Norton de Matos (2015-2016) |

## Palmarés
- Liga de Honra: 3

1988–89, 2001–02, 2010–11
- Campeonato de Madeira: 16

1920–21, 1927–28, 1931–32, 1933–34, 1937–38, 1956–57, 1958–59, 1959–60, 1960–61, 1961–62, 1962–63, 1963–64, 1964–65, 1973–74, 1977–78, 1979–80
- Copa de Madeira: 17

1945–46, 1956–57, 1957–58, 1960–61, 1961–62, 1962–63, 1963–64, 1964–65, 1982–83, 1983–84, 1986–87, 1987–88, 1988–89, 1992–93, 1994–95, 2002–03, 2004–05